# دکمه‌ها (فیلم)
دکمه‌ها (انگلیسی: Buttons) فیلمی به کارگردانی جورج دبلیو هیل است که در سال ۱۹۲۷ منتشر شد.